# Square Dance

Internationales Square-Dance-Symbol

Square Dance ist ein Volkstanz, der in den USA entstanden ist. Die verschiedenen Tanzfiguren, die im Square Dance benutzt werden, basieren auf traditionellen Volkstänzen der verschiedenen Völker, die in die USA eingewandert sind. Einige dieser Tänze sind Morris Dance, English Country Dance und die Quadrille. Square Dance wird in aller Welt getanzt; nach Deutschland kam er durch die amerikanische Besatzung nach dem Zweiten Weltkrieg.
Square Dance wird in Gruppen zu je vier Paaren getanzt, die zu Beginn auf den vier Seiten eines Quadrats (Englisch Square) stehen. Meistens tanzen mehrere solcher Squares gleichzeitig, aber unabhängig voneinander. Die zu tanzenden Figurenfolgen werden passend zur Musik durch Ansagen (Calls) eines Callers in gesprochener oder gesungener Form angegeben. Diese Calls sind weltweit normiert – so kann ein Tänzer aus Deutschland jederzeit ohne Schwierigkeiten zusammen mit Tänzern aus anderen Ländern tanzen.
Die Figuren gehen fließend ineinander über und die Tänzer wechseln ständig ihre Positionen und Tanzpartner, bis sie am Ende wieder mit ihrem ursprünglichen Partner auf der Ausgangsposition angekommen sind. Die Reihenfolge, in der die gelernten Figuren getanzt werden, wird vom Caller bestimmt, wobei jedes Mal andere Tänze entstehen, die es in der Gruppe spontan zu meistern gilt. Dadurch sind die Tänze immer abwechslungsreich, machen Spaß und fördern die Konzentration sowie das Reaktionsvermögen.

## Unterschiedliche Arten von Square Dance

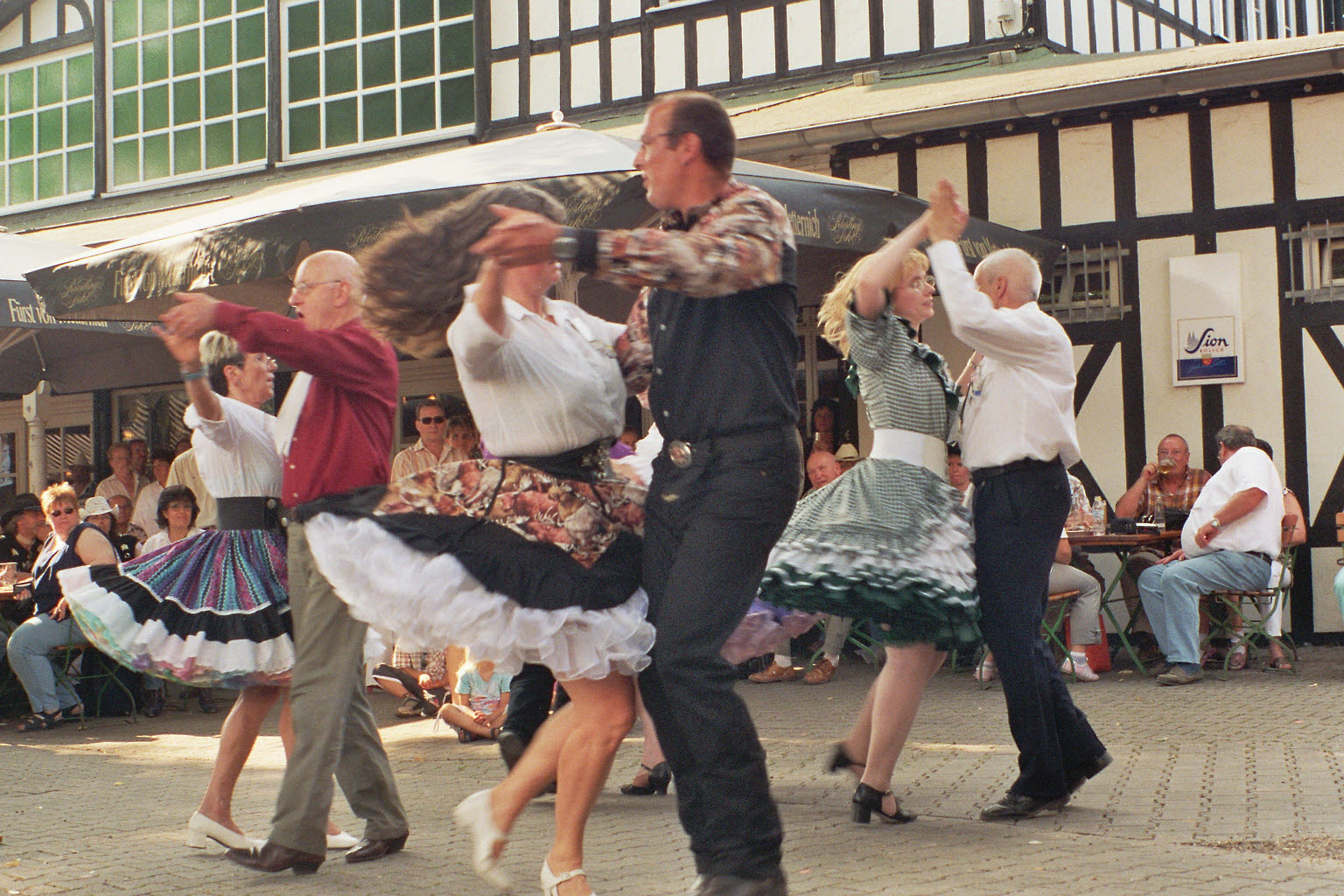
Square-Dance-Gruppe

Es gibt zwei unterschiedliche Arten von Square Dance: 
- Traditional Square Dance

- Western Square Dance auch „Modern Western Square Dance“ oder „Modern American Square Dance“ genannt. Diese moderne Form des Square Dance wird weltweit getanzt und ist auch der offizielle Volkstanz der meisten Bundesstaaten der USA.

Während es beim traditionellen Square Dance fest vorgegebene Choreographien gibt, ist die Reihenfolge der Figuren beim modernen Square Dance mehr oder weniger spontan, einzig und allein der Caller weiß, welche Figur als Nächstes getanzt wird. Je nach choreographischer Technik werden vorbereitete Figurenkombinationen benutzt oder spontan entschieden, welche Figur den erwünschten Effekt hat.
Die Musik der beiden Formen unterscheidet sich ebenfalls. Im traditionellen Square Dance ist die Musik traditionelle Country-Dance-Musik: überwiegend irische und schottische Jigs und Reels sowie Volksmusik aus Québec oder Cape Breton (Kanada), England, Schottland und anderen Ländern. Die Musik wird fast immer von einer traditionellen Tanzmusikband gespielt. Im Western Square Dance ist die Musik eine Mischung vieler Musikarten, von Pop bis zur traditionellen sowie modernen Country-Musik, Musicalmusik, Schlager usw. Die Musik wird nur selten von einer Band gespielt, sondern ist aufgezeichnet, und der Caller callt live dazu.
Der traditionelle und der moderne Western Square Dance haben eine Anzahl von Calls gemeinsam, aber es gibt kleine Unterschiede bezüglich der Ausführung:
Beispiel: Der Allemande Left wird traditionsgemäß durchgeführt, indem man sich mit einem anderen Tänzer die linke Hand gibt, sich leicht zurücklehnt und um den zentralen Punkt der gefassten Hände herumgeht. Beim Western Square Dance wird der Griff so geändert, dass jeweils der linke Unterarm des anderen Tänzers gegriffen und sich nicht zurückgelehnt wird. Diese Änderung macht es einfacher, die Figur zu tanzen und in eine lange Sequenz von Calls einzubinden.

## Verbreitung
Der traditionelle Square Dance wird heute nur noch vereinzelt getanzt. Der Modern American Square Dance erlebte dagegen seit den 90er-Jahren einen regelrechten Boom. Neben den USA und Kanada, wo der Tanz seine Wurzeln hatte und daher traditionell sehr stark vertreten war, breitete er sich auch in einigen außeramerikanischen Ländern stark aus. In Europa sind dies insbesondere Schweden, Dänemark, England, Deutschland und Tschechien. Außerhalb von Europa sind Australien und Japan zu nennen.

## Kleidung
Beim Square Dance gibt es traditionelle Square-Dance-Kleidung. Diese entwickelte sich, als Square Dance eine steigende Popularität in den Vereinigten Staaten von Amerika hatte. Einen rasanten Anstieg gab es in den 1950er Jahren und Anfang der 1960er Jahre. Die Mode aus dieser Zeit wurde maßgeblich als traditionelle Square-Dance-Kleidung erhalten. Ob ein Club an den Clubabenden in Square-Dance-Kleidung tanzt, ist regional und von Club zu Club unterschiedlich. Auch wenn ein Club nicht in Square-Dance-Kleidung tanzt, sollte man sich angemessen kleiden und nicht zu leger zum Tanzen erscheinen. Auf jeden Fall wird die Square-Dance-Kleidung zu feierlichen Anlässen oder bei Veranstaltungen getragen.
Herren tanzen traditionell in langen Hosen, einem langärmeligen Westernhemd mit Kragenecken und einem Halstuch oder einer Krawattenschnur. Die Damen sind mit einem Tellerrock, einem weit-schwingenden Petticoat und Pettipants oder einem langen Westernrock und einer farblich passenden Bluse traditionell gekleidet.

## Verwandte Tanzarten
- Round Dance ist eine amerikanische Form des Gesellschaftstanz, bei dem ebenfalls die Figuren angesagt werden; der Ansager wird hier als Cuer bezeichnet. Er wird paarweise auf einer großen Kreisbahn getanzt. Figuren und Rhythmen sind aus Walzer, Rumba, Paso Doble usw. bekannt.
- Clogging ist eine Variation des Stepptanzes. Es wird einzeln oder in Formationen getanzt.
- Contra Dance ähnelt dem traditionellen Square Dance; die Tanzpaare bilden jedoch kein Quadrat, sondern zwei lange Reihen mit mehr als vier Paaren, die sich gegenüberstehen. Der Ansager heißt hier Prompter.
- Line Dance wird von einzelnen Personen getanzt, die alle die gleiche Blickrichtung haben. Typisch ist hier die Limitierung auf Country-Musik.

Square Dancer tanzen oft auch Round Dance, Clogging oder Contra Dance. Auf Square-Dance-Veranstaltungen, sogenannten Specials, werden häufig Square- und Round-Dance-Tips im Wechsel angeboten. Auf noch größeren Veranstaltungen wie Festivals und Jamborees werden oft Square Dance, Round Dance und Clogging und manchmal auch Contra Dance parallel angeboten.